# Hārītī

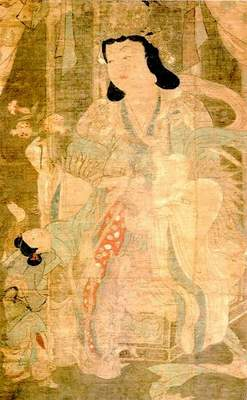
Kishimojin nel ruolo di demone con un bambino. XII-XIII secolo, periodo Kamakura. Daigo-ji, Kyoto, Giappone.

Hārītī (in sanscrito), nota anche come 鬼子母(神) in cinese e Kishimojin (鬼子母神?) in giapponese, è sia una dea che un demone in alcune tradizioni buddiste. Nel suo aspetto positivo, è invocata per la protezione dei bambini, del parto e dell'accudimento sereno dei figli, mentre i suoi aspetti negativi includono la fede del suo terrore nei confronti dei genitori irresponsabili e dei bambini ribelli. 
Nel buddismo giapponese, la variante Kishimojin è venerata come divinità protettrice, ma in molte tradizioni popolari è spesso riconosciuta come un demone femminile portatore di miseria e infelicità nei confronti di figli e genitori. Entrambe le tradizioni popolari persistono nelle attuali pratiche e credenze buddiste giapponesi.

## Mitologia

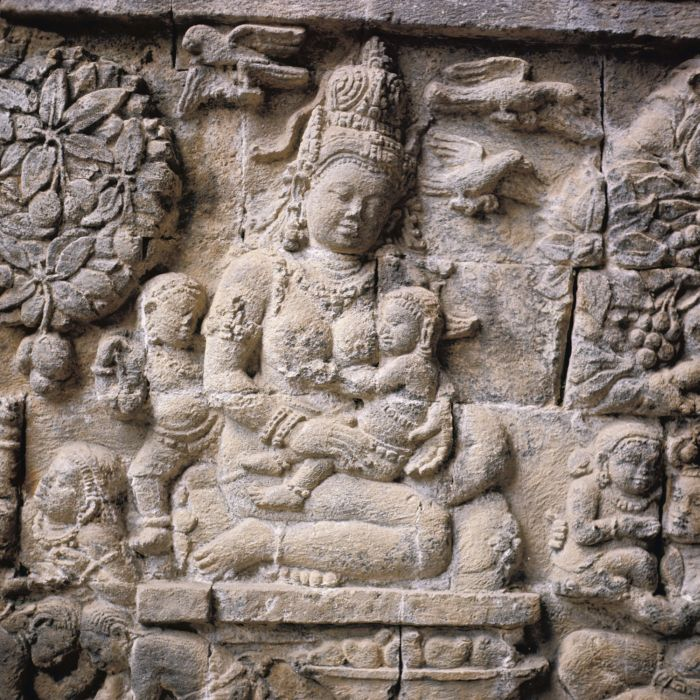
Bassorilievo di Hariti con i suoi figli sulle mura interne settentrionali di Mendut, IX secolo.

Secondo il mito, Hārītī era originariamente una rākṣasa di Rajgir nella stessa epoca in cui viveva anche Gautama Buddha. Aveva centinaia di figli, che amava, ma per nutrirli, rapiva e uccideva i figli altrui. Le madri in lutto delle sue vittime supplicarono il Buddha di salvarle. Quindi, il Buddha rubò il più giovane dei suoi figli (in una versione alternativa, la figlia più giovane) e lo nascose sotto la sua ciotola di riso. Dopo aver cercato disperatamente il figlio scomparso in tutto l'universo, Hārītī alla fine fece appello al Buddha per chiedere aiuto. 

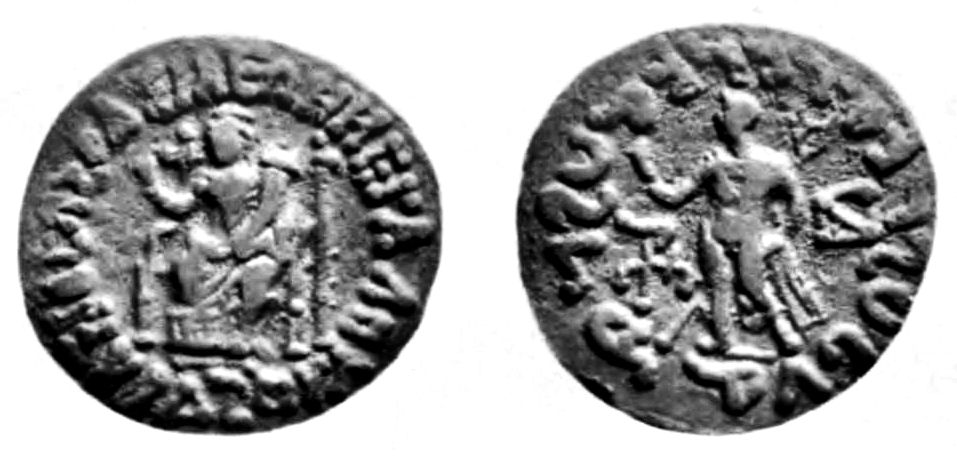
Monete azere in India, con Demetra/Hariti con bambini e una cornucopia (Obv.) ed Hermes (Rev.), I secolo a.C.

Il Buddha fece notare che soffriva perché aveva perso uno dei suoi tantissimi figli e chiese se riusciva a immaginare la sofferenza dei genitori il cui unico figlio era stato divorato. Lei rispose contrita che la loro sofferenza doveva essere molte volte maggiore della sua. Promise quindi di proteggere tutti i bambini e, al posto della carne dei bambini, d'ora in avanti avrebbe mangiato solo melograni. Di seguito Hārītī divenne la protettrice dei bambini e delle donne durante il parto. In cambio, il Buddha le diede il suo bodhi, che le permise di resistere alla magia nera e ai poteri malvagi, e le diede la possibilità di curare i malati.
Nella versione giapponese del racconto, Kishimojin chiede l'aiuto delle dieci donne Rākṣasī (十羅刹女?, jūrasetsunyo)  per rapire e uccidere i bambini di altre famiglie. In alcune varianti del mito, le dieci donne Rākṣasī sono esse stesse figlie (o figlie delle figlie) di Kishimojin. Quando Kishimojin accetta gli insegnamenti del Buddha, anche le dieci figlie del demone fanno altrettanto.

## Iconografia
L'iconografia di Hārītī mostra somiglianze con la dea greca Tiche e potrebbe essere stata trasmessa nell'Asia orientale attraverso l'influenza del buddismo greco. Nell'arte greca è stata raffigurata alla presenza di bambini, con una cornucopia (corno dell'abbondanza), un emblematico gubernaculum (timone della nave) e la ruota della fortuna, oppure rappresentata sulla ruota, presiedendo l'intero cerchio del destino.
Hārītī è una figura del 26º capitolo del Sutra del Loto ed è particolarmente importante per il buddismo Nichiren. Nel buddismo Shingon, è chiamata Karitei (訶利帝?) o Karitei-mo (訶梨帝母?). La sua iconografia si basa principalmente sul  (大薬叉女歓喜母并愛子成就法?, Dai Yakusha Nyo Kangimo Narahini Aishi Jōjuhō).
Nella tradizione giapponese, Kishimojin è un aspetto di Kannon, la dea della misericordia, e porta gli epiteti "portatrice di felicità" (歓喜母?)  e "protettrice dei figli e del parto" (子安鬼子母神?). 
Nella Valle di Katmandu in Nepal, è conosciuta come Hārītī Mā, "Madre Hārītī", e il suo tempio principale fa parte del complesso di stupa di Kathmandu Swayambhunath. È percepita come la consorte di Pañcika e come protettrice dei bambini, ed è una mecenate del popolo newa di Katmandu, Bhaktapur e distretto di Lalitpur. I newa la chiamano Ajima, che significa "nonna" in lingua newa.
| Statue Hariti di Gandhara |
| - Hariti con bambini (fronte). 1 a.C., Gandhara. - Hariti con bambini (retro). 1 a.C., Gandhara. - Rondò con la dea Hariti, I secolo d.C. - Hariti e Panchika, c. II secolo d.C. - Gandhara - Dea Hariti con bambino. - Pharo e Ardoxsho, Gandhara. - Hariti (Gandhara). |